# Орішково
Орішково (Ожешково, пол. Orzeszkowo) — село в Польщі, у гміні Гайнівка Гайнівського повіту Підляського воєводства. Населення — 395 осіб (2011).

## Історія
Засноване на початку XVII століття. Було селом королівських осочників, які охороняли Біловезьку пущу.

## Демографія
Демографічна структура станом на 31 березня 2011 року:
|          | Загалом | Допрацездатний вік | Працездатний вік | Постпрацездатний вік |
| -------- | ------- | ------------------ | ---------------- | -------------------- |
| Чоловіки | 190     | 28                 | 131              | 31                   |
| Жінки    | 205     | 38                 | 91               | 76                   |
| Разом    | 395     | 66                 | 222              | 107                  |